# Криптомерия
Криптоме́рия япо́нская (лат. Cryptoméria japónica) — вечнозелёное дерево семейства Кипарисовые (Cupressaceae); единственный вид рода Криптомерия (Cryptomeria). Растение называют также япо́нским ке́дром. Считается национальным деревом Японии.
Китайское название этого дерева — шань (кит. 杉), японское — суги (杉) постепенно вытесняет старое название — японский кедр, являющееся ошибочным, поскольку дерево не принадлежит к роду Кедр (Cedrus).

## Ботаническое описание

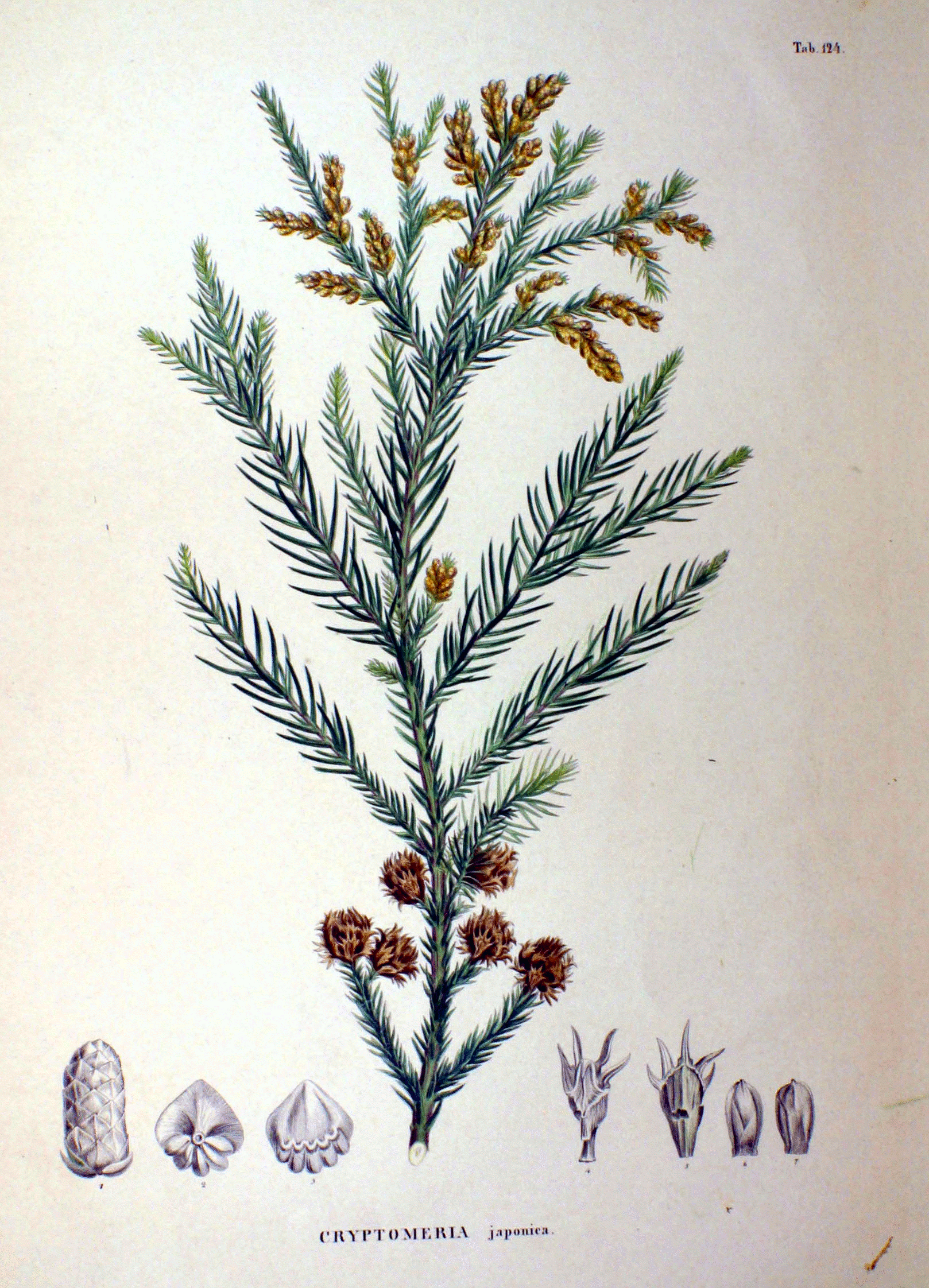
Криптомерия японская. Ботаническая иллюстрация из книги Ф. Ф. фон Зибольда и Й. Г. Цуккарини «Flora Japonica, Sectio Prima», 1870

Высота ствола около 50 м. Крона густая, узкая.
Кора коричневато-красная, волокнистая.
Листья спирально расположенные, светло-зелёные, линейно-шиловидные, искривлённые у основания.
Семенные шишки почти шаровидные, диаметром около 2 см, коричневатые, одиночные, созревают в первый год и остаются на дереве после рассеивания семян.

## Распространение и экология
Растение известно из Японии и Китая. В России в единственном экземпляре отмечено на острове Кунашир — ботаники предположили, что это результат интродукции. Также криптомерию выращивают в садах и парках на Черноморском побережье Кавказа.
Криптомерия изначально росла в смешанных лесах, которые относятся к неморальной и субтропической кустарниково-древесной растительности. Основу этих лесов из числа хвойных деревьев составляют тсуга Зибольда, пихта крепкая и местами криптомерия. На неустойчиво увлажнённых горных склонах криптомерия японская замещается кипарисовиком туполистным и туей Стендиша. Неморальные смешанные леса имеют много общего с горными буковыми и листопадными дубовыми лесами. Субтропические смешанные леса флористически схожи с вечнозелёными дубняками.
- Хвойные деревья и кустарники: тсуга Зибольда, пихта крепкая, криптомерия, кипарисовик туполистный, торрея орехоносная, головчатотис Харрингтона.
- Зимнеголые широколиственные деревья и кустарники
  - Деревья: по нескольку видов бука, дуба, магнолии, клёна, граба, стиракса, кизила и рябины, каштан городчатый, калопанакс, Meliosma myriantha и стюартия псевдокамелия.
  - Кустарники: различные виды линдеры, калины, гортензии, энкиантуса, бересклета и красивоплодника, неоширакия японская, элеутерококк, гамамелис и лещина Зибольда.
- Вечнозелёные широколиственные деревья и кустарники
  - Деревья: виды дуба, троходендрон аралиевидный, волчелистник крупноножковый, бадьян анисовый, Neolitsea aciculata, клейера японская и симплокос.
  - Кустарники: виды рододендрона и падуба, пиерис японский, эурия, камелия японская, ардизия,  дендропанакс и аукуба.
- Травы
  - Бамбук: саза
  - Прочие: виды осоки и фиалки, диспорум, хлорант японский, чистоуст и плагиогирия, трициртис.

Криптомерия нуждается в достаточном увлажнении, равномерно распределённом по сезонам. Плохо переносит засухи. Зоны зимостойкости (USDA): 5—9. Криптомерия растёт на открытом солнце и в полутени.
Предпочитает плодородные рыхлые почвы, раствор которых имеет кислую реакцию. У криптомерии низкая солеустойчивость. 
Считается, что криптомерия мало подвержена болезням и вредителям, и всё же она страдает от пятнистости листьев и других проблем.

## Хозяйственное значение и применение

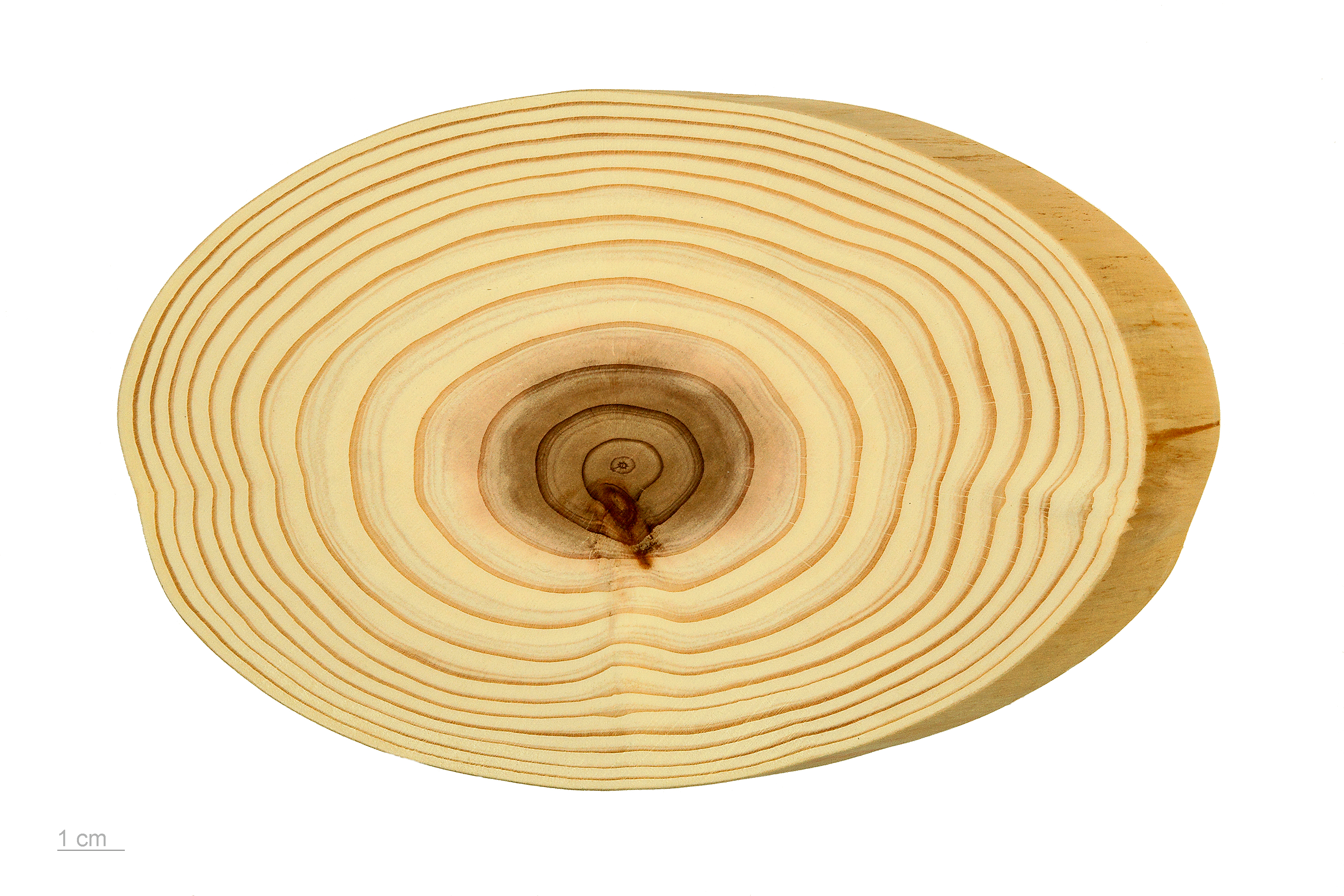
Спил ствола криптомерии

Древесина обладает приятным запахом, мягкая, лёгкая, устойчива к гниению, иногда с красивым рисунком, легко поддаётся обработке. Используется для изготовления подставок, кружек, ковшиков, мебели и других бытовых предметов. В Японии криптомерия широко используется в строительстве, появился даже особый метод её выращивания, дайсуги (от «суги» — «криптомерия»). Из всех высаживаемых японскими лесниками культур, наибольшие запасы древесины приходятся на криптомерию.
В Европе в качестве декоративного растения известна с 1842 г. В ботаническом саду Петра Великого выращивается в открытом грунте с 2009 г. В некоторые зимы подмерзают хвоя и концы побегов.

## Таксономия

### Разновидности
Имеются две разновидности:
- Cryptomeria japonica var. japonica. Синонимы: Cupressus japonica Thunb. ex L.f.; Taxodium japonicum (Thunb. ex L.f.) Brongn.
- Cryptomeria japonica var. sinensis Miq. in Siebold et Zucc. Синонимы: Cryptomeria kawaii Hayata; Cryptomeria mairei (H.Lév.) Nakai; Cupressus mairei H.Lév.; Cryptomeria fortunei Hooibr., nom. inval.

### Синонимика

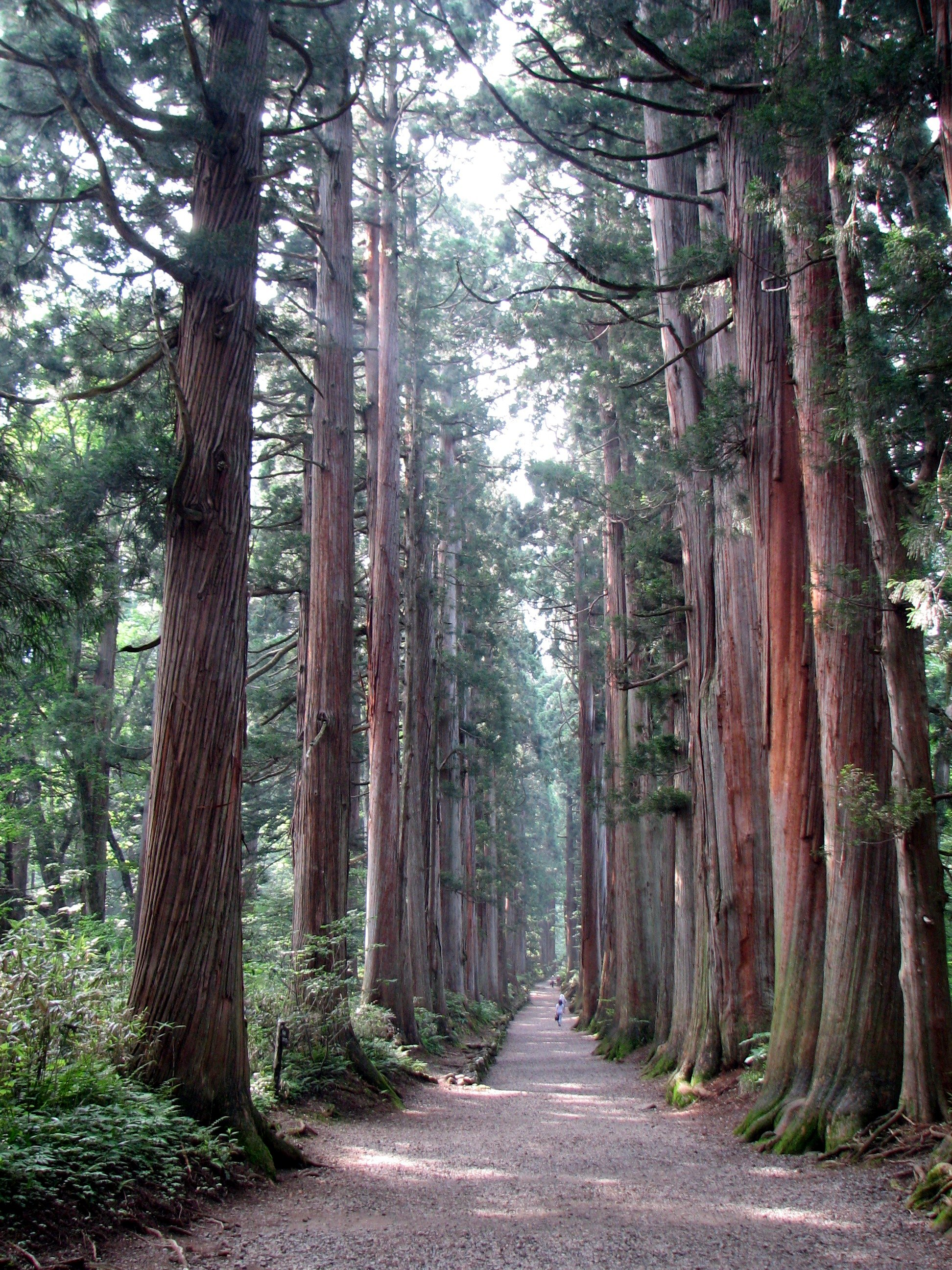
Аллея криптомерий в дзиндзя, префектура Нагано

- Cryptomeria araucarioides Carrière
- Cryptomeria compacta Beissn.
- Cryptomeria fortunei Otto & A.Dietr.
- Cryptomeria generalis E.H.L.Krause
- Cryptomeria kawaii Hayata
- Cryptomeria lobbiana Billain
- Cryptomeria lobbii (Carrière) Lavallée, nom. illeg.
- Cryptomeria mairei (H.Lév.) Nakai
- Cryptomeria mucronata Beissn.
- Cryptomeria nigricans Carrière
- Cryptomeria pungens Beissn.
- Cryptomeria variegata Beissn.
- Cryptomeria viridis Beissn.
- Cupressus japonica Thunb. ex L.f.basionym
- Cupressus mairei H.Lév.
- Schubertia japonica (Thunb. ex L.f.) Spach
- Taxodium japonicum (Thunb. ex L.f.) Brongn.[12]

## Галерея
В этом разделе выложены фотографии криптомерии, сделанные в различной обстановке.

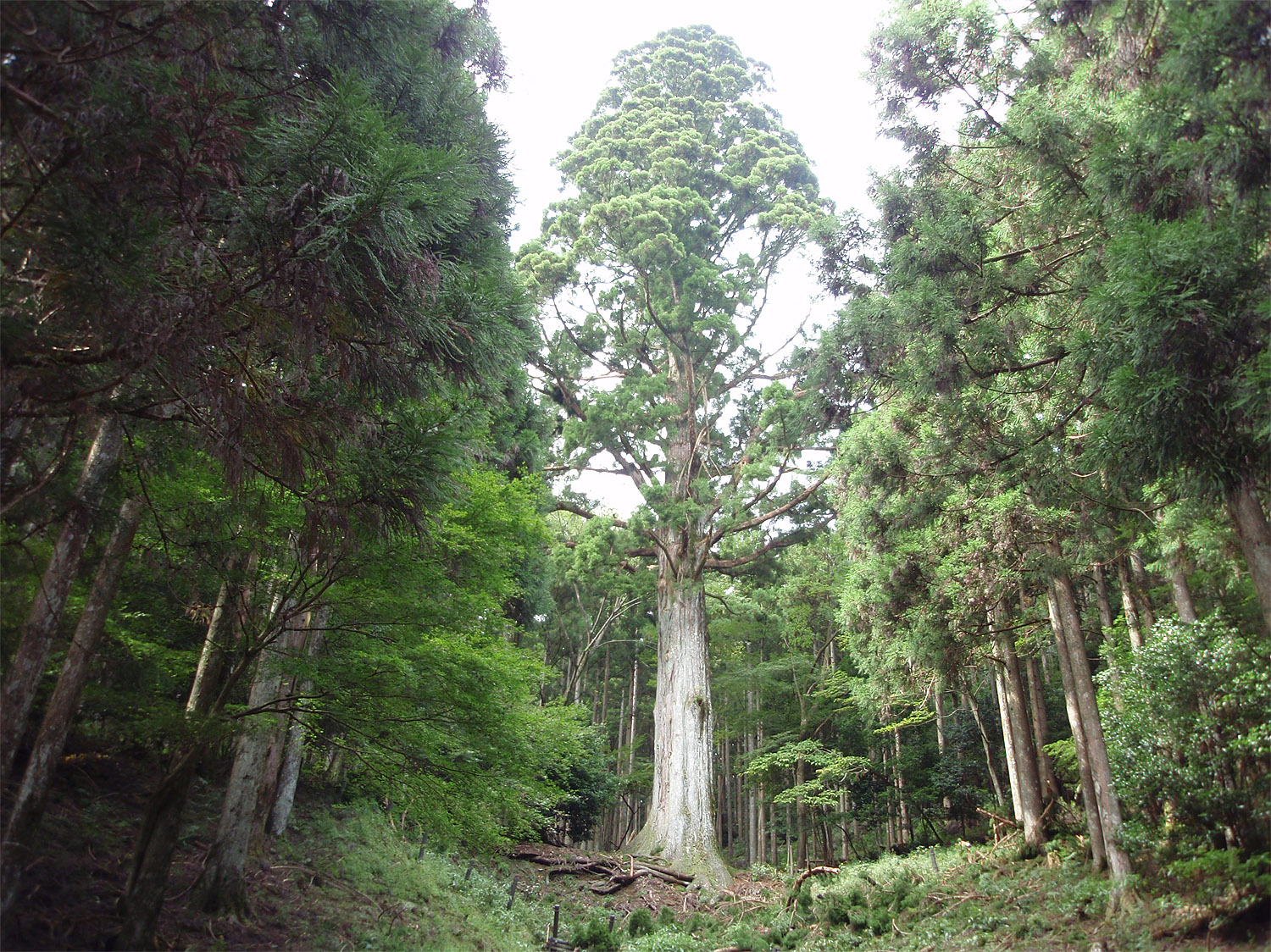
Таро-суги
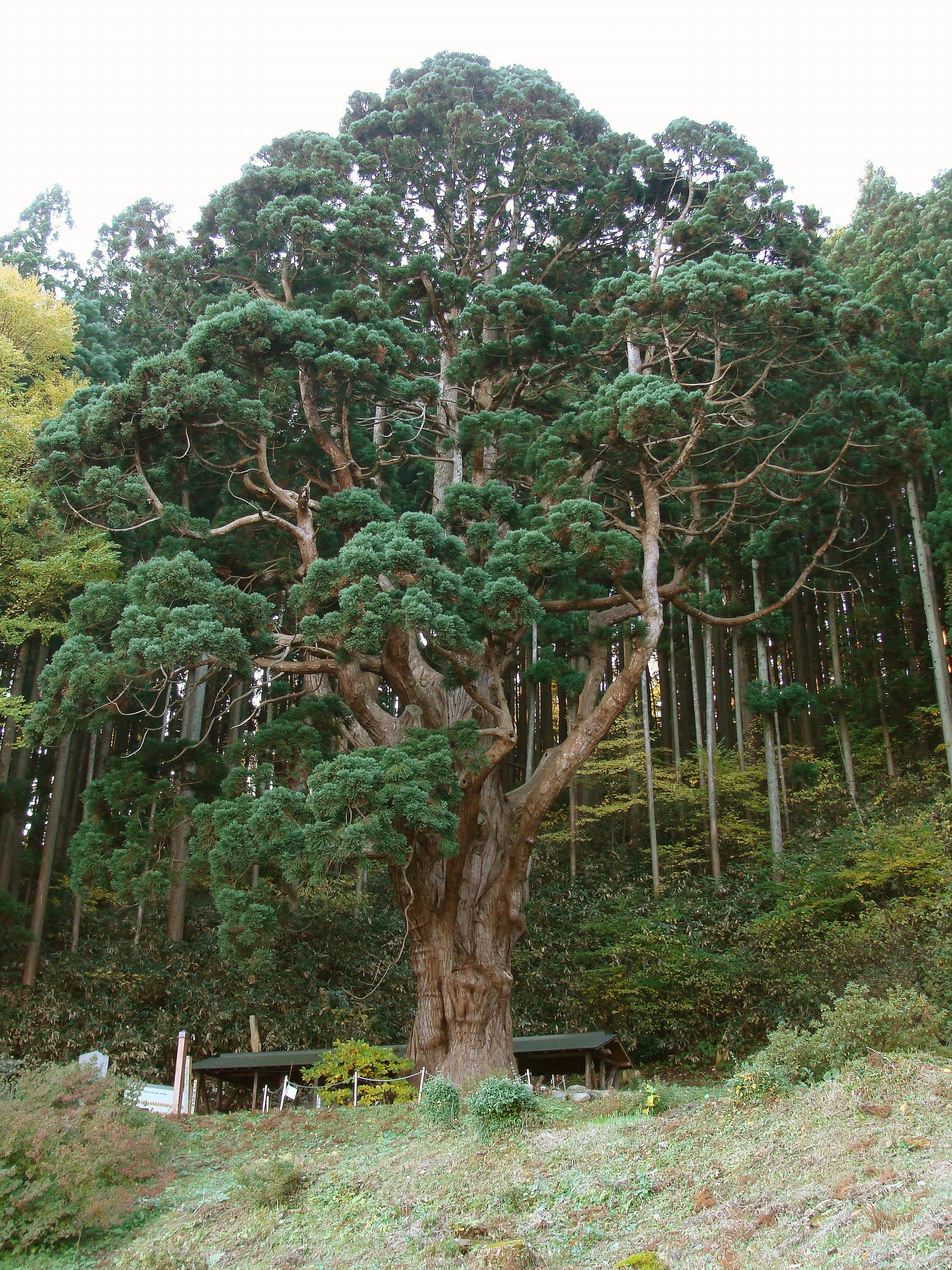
Необычная крона
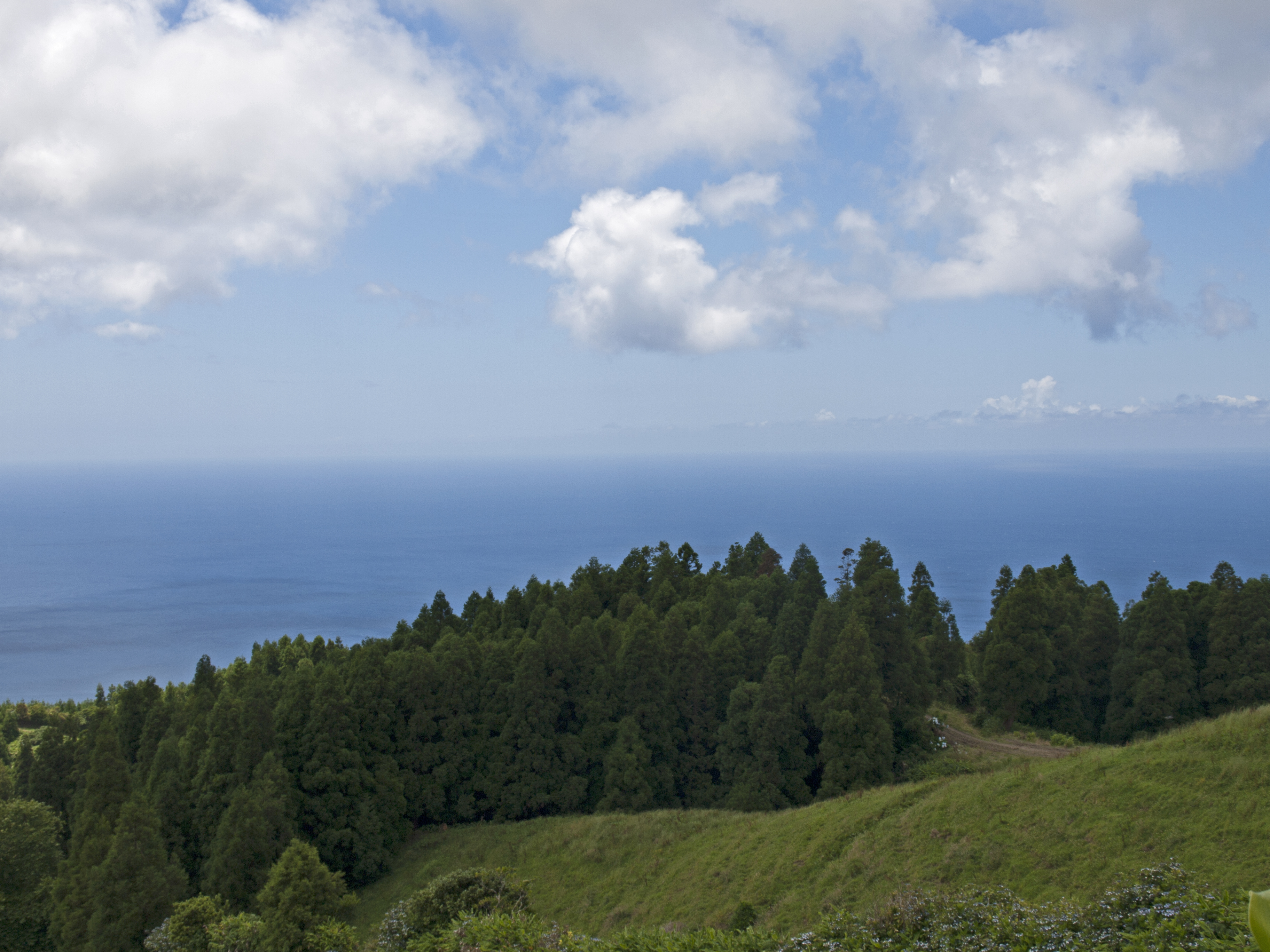
Лесопосадка
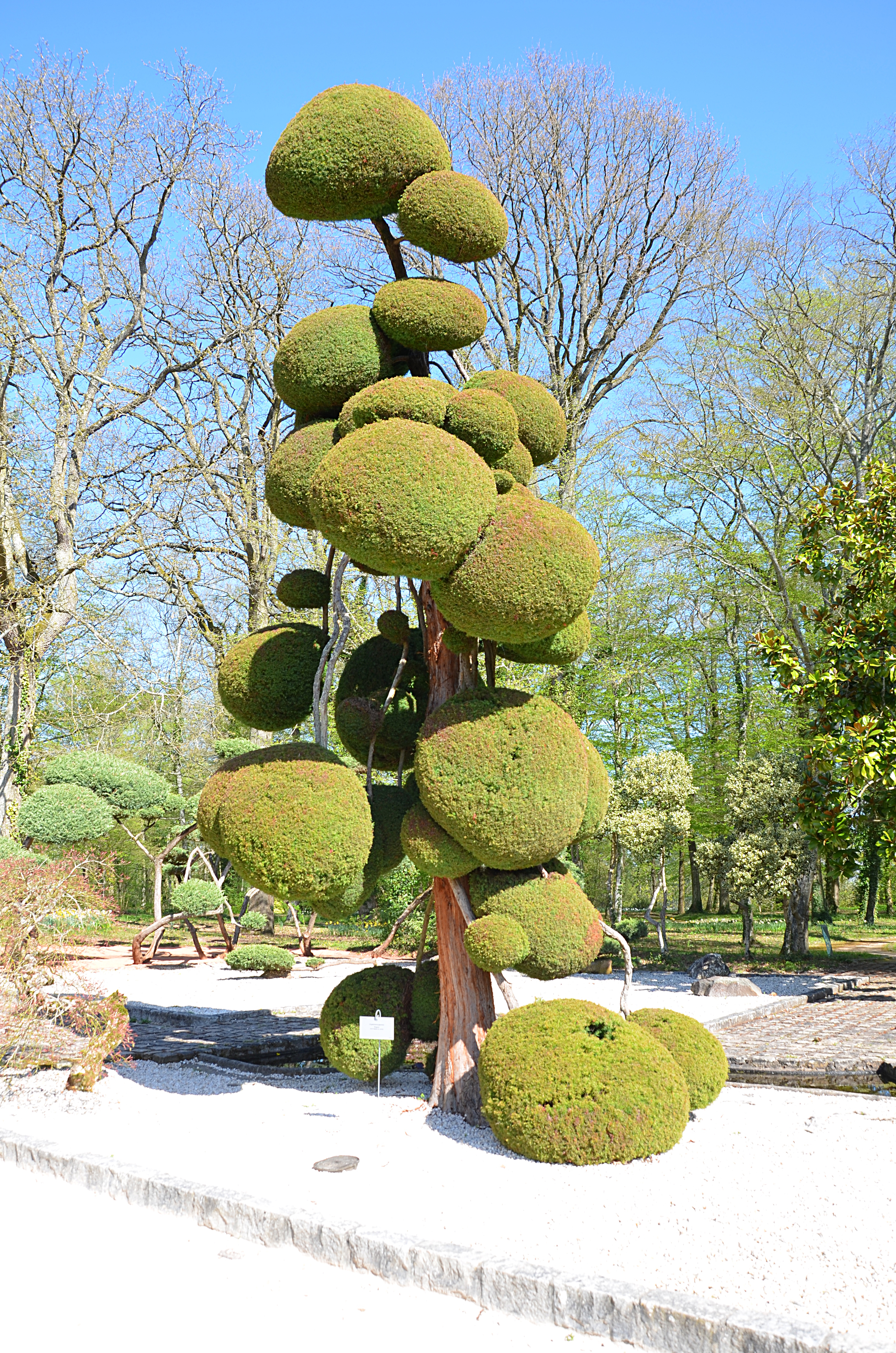
В парке
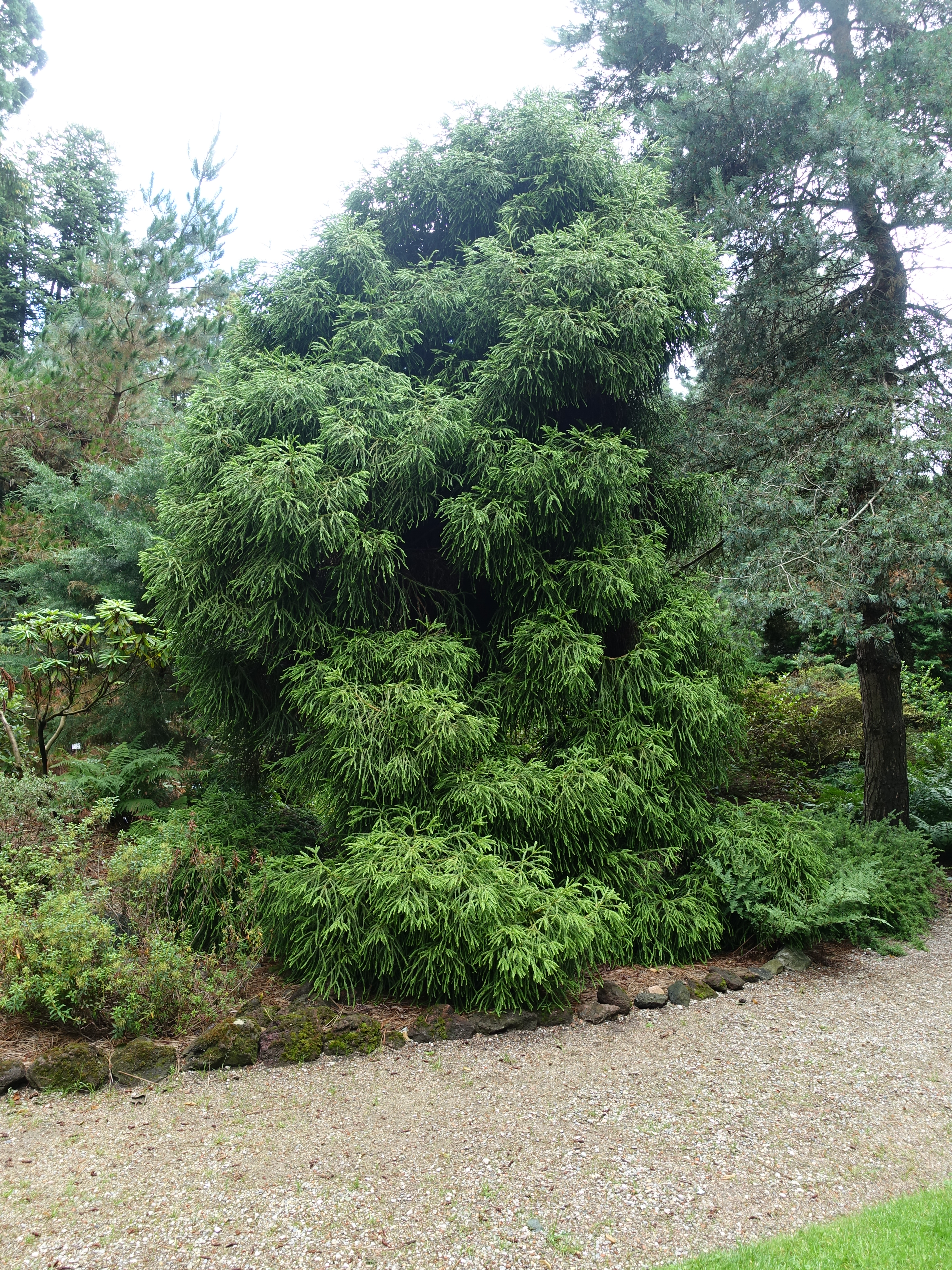
Сорт 'Spiralis'